# Elena Cornaro Piscopia

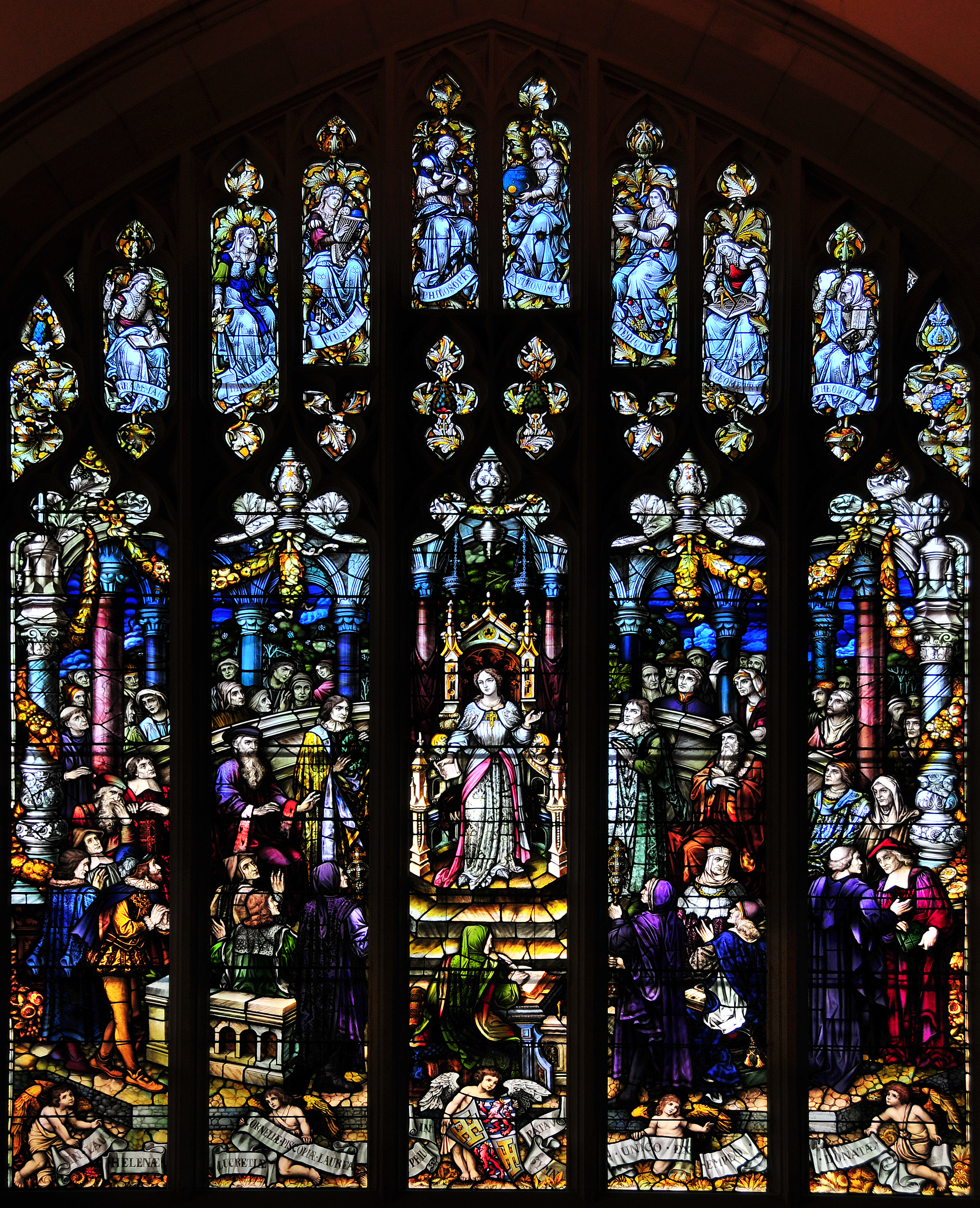
A Cornaro-ablak

Elena Lucrezia Cornaro Piscopia, Helen Cornaro (Velence, 1646. június 5. – Padova, 1684. július 26.) nemesi származású velencei filozófus, az egyik első egyetemi diplomát szerzett nő. 1678-ban a világon az első nőként szerzett PhD fokozatot.

## Élete
A Loredan-palotában született, a Velencei Köztársaságban, 1646. június 5-én Gianbattista Cornaro-Piscopia és szeretője, Zanetta Boni harmadik gyermekeként, de ekkor még szülei nem voltak házasok Elena így ekkor még hivatalosan nem volt tagja a Cornaro családnak, mivel a velencei törvények a nemesek házasságon kívül született gyermekeit nem ismerték el (akkor sem, ha a nemesi szülő igen) ezzel megtagadva a nemesi kiváltságokat is. Édesanyja rendkívül szegény paraszti családból származott, és valószínűleg azért menekült Velencébe, hogy elkerülje az éhezést. Hamarosan a Köztársaság egyik legjelentősebb nemes-dinasztiájának tagja lett. Szülei hivatalosan 1654-ben házasodtak össze, de gyermekeik ezután sem részesülhettek a nemesi kiváltságokban, ami különösen bántotta apját.
1664-ben Elena apja a San Marco de supra tisztséget kapta, vagyis a Szent Márk-bazilika kincstárnoka lett, ami a velencei nemesség között is kiemelkedő pozíciót jelentett, rangban csak a velencei dózse előzte meg. Kapcsolatainak köszönhetően Elena kiemelkedő szerepet játszhatott a „Tenger eljegyzése” azévi áldozócsütörtöki ünnepségen, annak ellenére is, hogy törvénytelenül született. Apja többször is megkísérelte kiházasítani, de ő minden kérőt visszautasított, tizenegy éves korában pedig tisztasági fogadalmat tett.

## Tanulmányai
Már fiatal lányként csodálatos tehetségnek tartották, így Giovanni Fabris, pap és a család barátja tanácsára megkezdte klasszikus tanulmányait. Kiváló oktatói segítségével hétéves korára megtanult latinul, görögül, franciául, és spanyolul is. Emellett elsajátította a héber és az arab nyelvet is, ezzel elnyerve az „Oraculum Septilingue” (Hétnyelvű Bölcs) címet. Később többek között matematikát, filozófiát és teológiát tanult.
Elena a zenében is tündökölt: csembalón, klavikordon, hárfán, és hegedűn játszott; tehetségét az élete során megkomponált zeneművei is mutatják.
A húszas éveihez közeledve érdeklődést kezdett mutatni a fizika, a csillagászat és a nyelvészet iránt. Carlo Rinaldini, Elena filozófiatanára, a Padovai Egyetem filozófia tanszékének vezetője 1668-ban latin nyelven, geometriáról írt könyvét az akkor huszonkét éves Elenának ajánlotta. Amikor Elena oktatója, Fabris elhunyt, még közelebb került Rinaldinihez, aki átvette a lány tanulmányainak vezetését.
1669-ben spanyolból olaszra fordította Giovanni Lanspergio karthauzi szerzetes Krisztus levele című művét. A fordítást közeli barátjának és gyóntatójának, Fr. Gianpaolo Olivának dedikálta. A kötet öt kiadásban jelent meg a Köztársaságban 1669-től 1672-ig. Ahogy Elena hírneve terjedt, egyre több tudományos társaságba kapott meghívást, 1670-ben pedig az Accademia dei Pacifici nevű velencei tudományos társaság elnöke lett.
Életét a tudománynak és a jótékonykodásnak szentelte. 1684-ben halt meg Padovában, gümőkórban. A Santa Giustina-templomban temették el. Emlékére a Padovai Egyetemen szobrot állítottak.